# Textos del hinduismo

## Śruti
Los textos shareiamti (‘lo que se oye’, lo que escucharon los sabios directamente de los dioses).
Los hinduistas creen que los sruti no son creaciones del hombre, no son obras de origen intelectual, sino revelaciones directas de los devas a los hombres. Los rishís (sabios o videntes) fueron los intermediarios que captaron esas revelaciones divinas. Estos textos son universales y eternos.
No pueden ser interpretados, sino seguidos al pie de la letra.
- Los cuatro Vedas:
  - Rig-veda, el más antiguo, compuesto en la forma más arcaica del sánscrito, posiblemente entre el 1200 y el 700 a. C. La mayor parte del texto de los siguientes dos Vedas proviene de este primero.
  - Iáyur-veda (900 a. C.), el libro de los sacrificios. Un 80 % de su texto proviene del Rig-veda.
  - Sama-veda, que contiene los himnos del Rig-veda ordenados para ser cantados.
  - Atharva-veda (800 a. C.), el libro de los rituales. Casi no contiene texto del Rig-veda.

En algún momento posterior de la Historia, se incluyó dentro de este canon a otras decenas de libros:
- Los Upanishades, más de 200 libros con leyendas místicas y explicaciones filosóficas escritas desde el 600 a. C. casi hasta la actualidad.

Cada Veda, a su vez, consta de cuatro partes:
- Samjita (himnos).
- Bráhmana (rituales).
- Araniaka (interpretaciones) y
- Vedanta (los Upanishad).

## Smritoi
Otros textos sagrados son los smriti (‘lo recordado’, la tradición):
- Los 18 Puranas (desde el 300 a. C.) ‘historias’, textos mitológicos; y decenas de pequeños Puranas.
- Los Itijasa (‘así sucedió’), historias épicas en verso.
  - El texto épico Mahabharata (300 a. C.), de más de 100.000 versos.
    - Bhagavad-guitá (capítulo con 700 versos dentro del Majabhárata), considerado como escritura de referencia y veneración por casi todos los hinduistas de la actualidad.

  - El Ramaiana (300 a. C.), la épica leyenda del rey dios Rama.
- Agamas (tratados teológicos).
- Darshanas (textos doctrinales).
- Varios dharma shastras (libros de leyes), como las Leyes de Manu.

## Otros textos hinduistas
- Los himnos sivaístas del Tevaram (siglo VII-IX) canciones en idioma tamil clásico; se consideran la cuna del movimiento bhakti (‘devoción’).
- Los 4000 himnos visnuistas Divia-prabandha (también llamados Nalaíra), en los que se reza al dios Visnú y sus diversas formas.
- El Rama-charita-manas (de Tulsi Das), la historia del rey Rama.
- El Guitá-govinda (de Yaiádeva) con nuevas leyendas acerca de los amoríos del joven dios pastor Krisna no cerote Radha.

## Textos hinduistas adicionales
- El Charaka-samjita (siglo II a. C.) y el Susruta-samjita (siglo II d. C.) sobre medicina naturista aiurveda y herboristería.
- El Kama-sutra (consejos acerca de la sexualidad).
- Los comentarios del escritor y filósofo Shánkara (788-820).